# Concerto da Camera (Hanson)
Concerto da Camera in C minor for piano and String Quartet ("Kamerconcert" in c mineur voor piano en strijkkwartet) opus 7 is een compositie van Howard Hanson. Gedurende het componeren was Hanson nog in opleiding. Het werk werd nogal eens verward met zijn pianokwintet en zijn strijkkwartet. Beiden werden populairder dan dit concert.

## Compositie
Hanson was kennelijk aan het oefenen om op den duur een concert te schrijven voor solist en groot orkest (uiteindelijk werd dat alleen zijn pianoconcert). Hanson wilde zijn muziek graag eenvoudig houden en dat heeft ervoor gezorgd dat zijn meeste composities met "orkest" toch een kleinschalige bezetting hebben. Zo ook in dit concert voor piano en strijkkwartet. Alles is tot de essentie teruggebracht. Het is een echt concert met een aantal thema’s dat ontwikkeld wordt en terugkomt, maar alles op kleine schaal. De compositie heeft dan ook maar één deel.

## Bron
- Uitgave Bay Cities Music 1005; Brian Preston (piano) met het Meliora Quartet.